# Рунічні камені церкви Старої Уппсали
Рунічні камені церкви Старої Уппсали — три монументи, перший з яких U 978, зберігся майже повністю, на відміну від двох інших (U 979 та U 980), представлених лише фрагментами.

## Рунічний камінь U 978

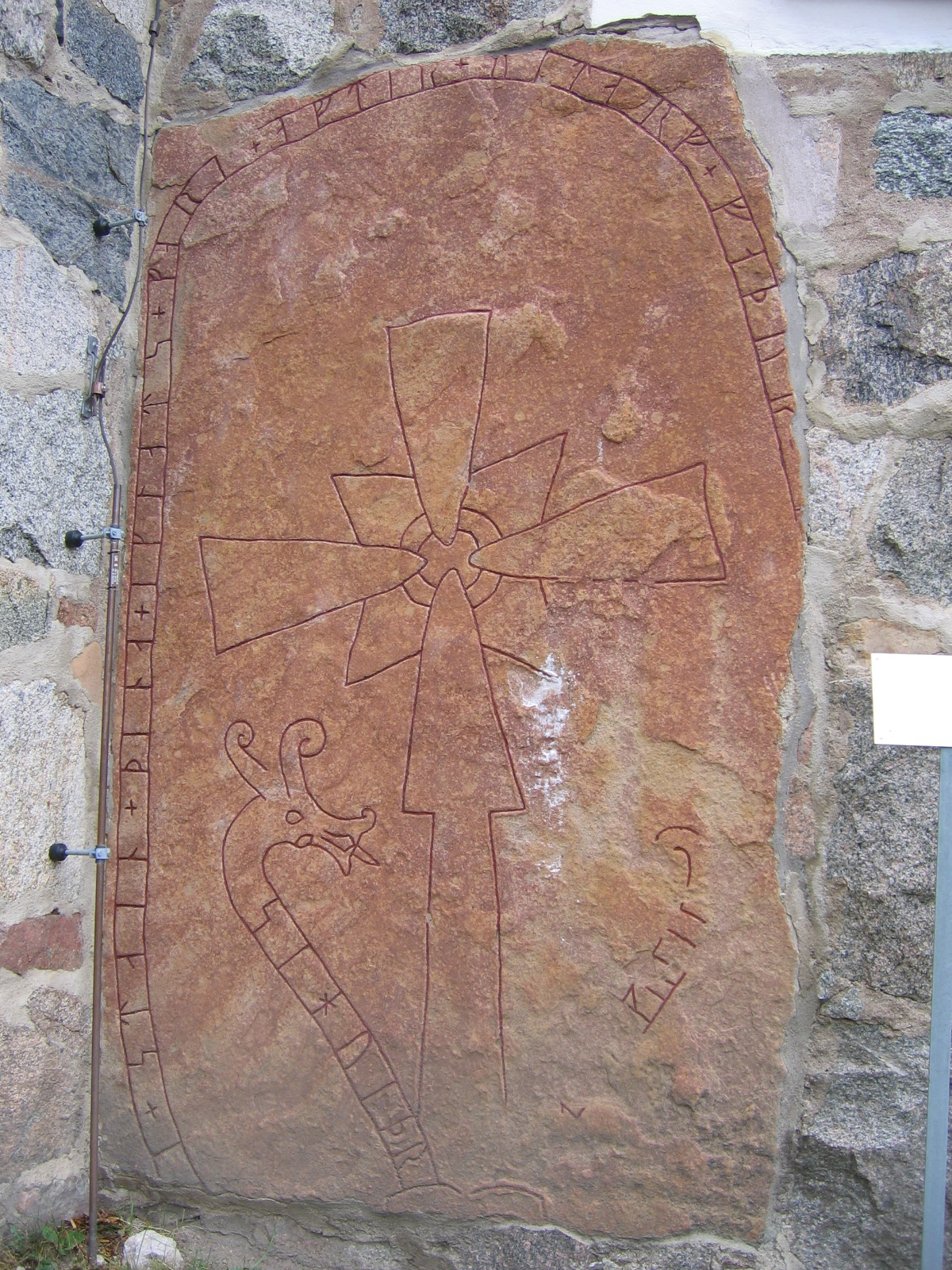
Рунічний камінь U 978

На сьогодні камінь вмуровано в стіну вівтарного виступу з південної сторони храму. Матеріал — рожевий пісковик. Висота 2,29 м, ширина — 1,40 м. Перша згадка про камінь сягає 1699 року. Імовірно, спочатку пам'ятник стояв на церковному цвинтарі, а потім був перенесений до середини церкви, де по 1829 рік використовувався як вівтар, а пізніше був перекладений на підлогу. 1856 року він зайняв своє сучасне місце в церковні стіні.
Орнамент монументу достатньо простий. Текст вирізьблено на тілі змія, яке утворює петлю за контуром плити. Голова та хвіст змія унизу з'єднуються зв'язкою. В центрі зображено хрест.
Для надання каменю відповідної до вівтаря форми його праву сторону та нижню частину було відбито, внаслідок чого частину напису було втрачено.
При транслітерації рунічного напису в текстові виокремлено: квадратними дужками [ ] — втрачені символи, які підлягають відновленню, круглими дужками () — можливе прочитання пошкоджених знаків.
sihuiþr . . . — i + stain + þina + iklats + fari + iftir + uitarf + faþ(ur)[ + — . . .sia] . . . ku — — - 

Сіґвід «Який їздив до Англії» встановив цей камінь на честь Відьярва, свого батька…
Пам'ятник поставлено Сіґвідом, який називав себе Ænglandsfari — «Той, що їздив до Англії», на честь його батька. Датується 1020–1050 роками.
U 978 — один з двох каменів, разом з U 1181, на яких фігурує прізвисько Ænglandsfari.

## Рунічний камінь U 979
Збережений фрагмент каменю, відомий ще першим видавцям рунічних текстів, встановлено на відстані півтора метра від північної стіни входу до церкви. Матеріал — сірий великозернистий граніт. Висота 1,31 м, ширина — 1,41 м.

Камінь використовувався як поріг у храм, у результаті чого уся поверхня сильно протерта. Напис не зберігся. Зображення корабля з хрестом над ним, відоме за малюнками XVII–XVIII століть в наш час не проглядається. Наявність хреста в орнаменті — вірогідне, але його деталі нерозбірливі. В сучасній промальовці пам'ятника однозначно визначаються лише дві паралельні горизонтальні лінії в нижній частині каменю.

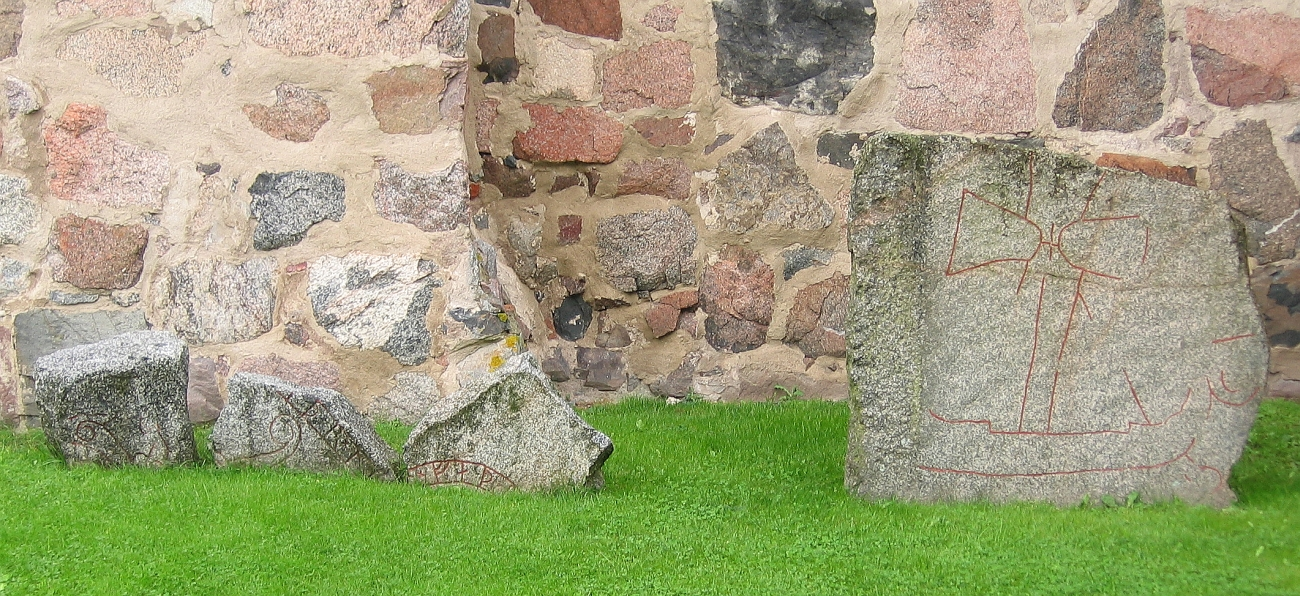
Рунічні камені U 980 та U 979

## Рунічний камінь U 980
Збережені три невеликі фрагменти пам'ятника в наш час розташовані поруч з каменем U 979. Початкове місце встановлення каменю невідоме. Напис відтворюється за замальовками XVIII ст.; втрачені символи в тексті виділено квадратними дужками [ ]. Пам'ятник  встановили брати на честь свого батька. Текст було вирізьблено на тілі змія, яке утворює петлю за контуром монументу. В центрі петлі розташовувалась фігура тварини з повернутою назад головою; частина цього зображення присутня на фрагменті А.
[× ailifr × auk siku]iþr × li[tu × raisa × stain × iftir + uifast] × faþu[r × sin +] 

Ейлів та Сіґвід звеліли встановити камінь на честь Віфаста, свого батька.
Матеріал — червоно-сірий граніт. Розміри фрагмента А: 0,43 × 0,47 м, фрагмента B: 0,64 × 0,39 м, фрагмента C: 0,48 × 0,67 м. Автором пам'ятника вважається майстер Фот.